# Mistrzostwa Polski w Biathlonie 1985
19. Mistrzostwa Polski w biathlonie odbyły się w 1985 w Dusznikach-Zdrój. Rozegrano trzy konkurencje, bieg indywidualny mężczyzn na dystansie 20 kilometrów, bieg sprinterski na dystansie 10 kilometrów i sztafetę 4 x 7,5 km.

## Terminarz i medaliści
| Data | Konkurencja                | Złoto                                                                               | Srebro                                                                    | Brąz                                                                                 |
| 1985 | Bieg indywidualny mężczyzn | Władysław Grysztar Górnik Iwonicz Zdrój                                             | Jerzy Gładysz Górnik Iwonicz Zdrój                                        | Mieczysław Bodziana WKS Legia Zakopane                                               |
| 1985 | Bieg sprinterski mężczyzn  | Leszek Mozolewski Górnik Wałbrzych                                                  | Mieczysław Bodziana WKS Legia Zakopane                                    | Jerzy Szyda Górnik Wałbrzych                                                         |
| 1985 | Bieg sztafetowy mężczyzn   | WKS Legia Zakopane Tadeusz Bobak Adam Kania Stanisław Gąsienica Mieczysław Bodziana | Górnik Wałbrzych Piotr Pluta Ireneusz Witek Leszek Mozelewski Jerzy Szyda | Górnik Iwonicz Zdrój Jerzy Gładysz Edward Jakieła Leszek Pleskacz Władysław Grysztar |